# Kanu Island
Kanu Island ist eine kleine unbewohnte Insel der Andreanof Islands, die zu den Aleuten 
gehört. Das etwa 2,7 km lange und 52 m hohe Eiland liegt zwischen Umak Island und Great Sitkin Island. 
Der ursprüngliche Name Unak Island wurde 1936 in Kanu geändert, um eine bessere Unterscheidbarkeit von Inseln mit ähnlichen Namen wie Ulak Island oder Umak Island zu haben. Unter ihrem ursprünglichen aleutischen Namen Yunakh wurde Kanu 1852 erstmals von Michail Tebenkow in den Seekarten verzeichnet.